# Filmfare Award South de la meilleure actrice débutante

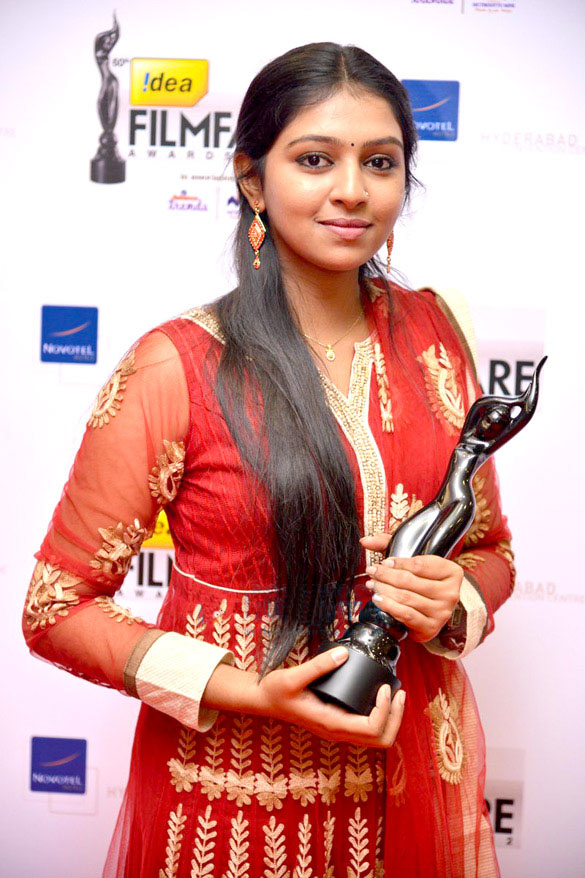
Lakshmi Menon lors des Filmfare Award South en 2013.

Le Filmfare Award South de la meilleure actrice débutante est une récompense attribuée depuis 2000 par le magazine indien Filmfare dans le cadre des Filmfare Awards South annuels pour les films en kannada, malayalam, tamoul et telougou.

## Lauréates
- 1997 : Simran - V.I.P. en tamoul[1] ;
- 1998 : Isha Koppikar - Kadhal Kavithai en tamoul[2] ;
- 1999 : Jyothika - Vaali en tamoul[1] ;
- 2001 : Reema Sen - Minnale en tamoul[1] ;
- 2005 : Padmapriya Janakiraman - Thavamai Thavamirundhu en tamoul[1] ;
- 2006 : Ileana D'Cruz - Devadasu en télougou[1] ;
- 2007 : 2 vainqueurs :
  - Hansika Motwani - Desamuduru en télougou[1] ;
  - Anjali - Kattradhu Thamizh en tamoul[1].
- 2008 : Meera Nandan - Mulla en malayalam[1] ;
- 2009 : Abhinaya - Naadodigal en tamoul[1] ;
- 2010 : Samantha Ruth Prabhu - Ye Maaya Chesave en télougou[1] ;
- 2011 : Shruti Haasan - 7aum Arivu et Anaganaga O Dheerudu en tamoul et télougou[1] ;
- 2012 : 2 vainqueurs :
  - Shwetha Srivatsav - Cyber Yugadol Nava Yuva en kannada[1] ;
  - Lakshmi Menon - Sundarapandian en tamoul[1].
- 2013 : Nazriya Nazim - Neram en tamoul et malayalam[3] ;
- 2014 : 2 vainqueurs[4] :
  - Catherine Tresa - Madras en tamoul ;
  - Nikki Galrani - 1983 en malayalam.
- 2015 : 2 vainqueurs[5] :
  - Pragya Jaiswal - Kanche en télougou ;
  - Sai Pallavi - Premam en malayalam.
- 2016 : Manjima Mohan - Achcham Yenbadhu Madamaiyada en tamoul[6].